# Diocese de Parintins
A Diocese de Parintins (Dioecesis Parintinensis) é uma circunscrição eclesiástica da Igreja Católica no Brasil, pertencente à Província Eclesiástica de Manaus e ao Conselho Episcopal Regional Norte I da Conferência Nacional dos Bispos do Brasil, sendo sufragânea da Arquidiocese de Manaus. A sé episcopal está na Catedral Nossa Senhora do Carmo, na cidade de Parintins, no estado do Amazonas.

## Histórico
A Prelazia de Parintins foi erigida a 12 de julho de 1955, pelo Papa Pio XII, por meio da bula Ceu Boni Patris Familias, desmembrada da Arquidiocese de Manaus, tendo como padroeira Nossa Senhora do Carmo. Foi instalada em 13 de novembro de 1955 por Dom Alberto Gaudêncio Ramos. Os padres do Pontifício Instituto das Missões Estrangeiras tornaram-se os responsáveis pela nova prelazia.
Em 13 de julho de 1963, perdeu parte de seu território para a criação da Prelazia de Borba. A Prelazia de Parintins foi elevada à dignidade de diocese pelo Papa João Paulo II, no dia 30 de outubro de 1980. No mesmo ano, a Catedral de Nossa Senhora do Carmo foi concluída. A instalação da diocese deu-se em 16 de agosto de 1981, por Dom Carmine Rocco, núncio apostólico no Brasil.

## Demografia
Em 2004, a diocese contava com uma população aproximada de 195.600 habitantes, com 86,9% de católicos.
O território da diocese é de 75.654 km², organizado em 9 paróquias, compreendendo os municípios de Parintins, Barreirinha, Maués e Nhamundá.

## Bispos
|                          | Nome                       | Período   | Notas                            |
| Bispos                   | Bispos                     | Bispos    | Bispos                           |
| ------------------------ | -------------------------- | --------- | -------------------------------- |
| 5º                       | José Albuquerque de Araújo | 2022-     | Atual                            |
| 4º                       | Giuliano Frigeni, PIME     | 1999-2022 | Bispo emérito                    |
| 3º                       | Gino Malvestio, PIME       | 1994-1997 |                                  |
| 2º                       | Giovanni Risatti, PIME     | 1989-1993 | Nomeado Bispo de Macapá          |
| 1º                       | Arcângelo Cerqua, PIME     | 1980-1988 |                                  |
| Prelados                 |                            |           |                                  |
|                          | Arcângelo Cerqua, PIME     | 1961-1980 | nomeado primeiro bispo diocesano |
| Administrador Apostólico |                            |           |                                  |
|                          | Arcângelo Cerqua, PIME     | 1956-1961 | Nomeado primeiro bispo prelado   |
|                          | Alberto Gaudêncio Ramos    | 1955-1956 |                                  |